# HD 222820
HD 222820，又名CP-65 4159，SAO 255557、HR 8996，是一颗恒星，视星等为5.72，位于銀經314.43，銀緯-51.2，其B1900.0坐标为赤經23h 38m 41.6s，赤緯-64° -51.2′ 38″。